# 三重県職員信用組合
三重県職員信用組合（みえけんしょくいんしんようくみあい）は、三重県津市に本店を置く、三重県内で唯一の信用組合。三重県職員とその退職者及び県の外郭団体などを対象とした、職域の信用組合である。

## 沿革
- 1924年10月 三省信用組合として設立。
- 1984年6月 三重県職員信用組合に改称。
- 1992年5月 伊勢出張所、四日市出張所を廃止